# Entretien d'un philosophe avec la maréchale de ***
L’Entretien d’un philosophe avec la maréchale de *** est un dialogue philosophique de Denis Diderot, probablement écrit aux Pays-Bas en 1773 ou 1774, et publié pour la première fois le 23 juillet 1776 dans la Correspondance secrète de Metra. Diderot avait alors 63 ans.
L’œuvre est ensuite publiée dans le recueil de 'Pensées philosophiques en français et en italien sous le nom de Thomas Crudeli en 1777 à Londres (en fait Amsterdam) puis en 1796 dans les Opuscules philosophiques et littéraires, la plupart posthumes ou inédites.

## Résumé
Le dialogue met en scène un philosophe rendant visite à un homme absent et qui décide de dialoguer avec sa femme, la maréchale, en l’attendant. La conversation porte sur la religion, sujet sur lequel les protagonistes s’opposent : la maréchale est croyante, le philosophe est athée.
D’après Naigeon, cet entretien se serait réellement tenu entre Diderot et la maréchale de Broglie.

## Analyse
Diderot emploie ici la forme du dialogue, propice à la dialectique. L’œuvre se présente comme un cheminement intellectuel à la fois didactique et sans prétention qui développe son discours à l'aide de passages exposant des idées opposées. Le philosophe termine de façon humoristique en montrant les limites de ses convictions, sans s'appesantir sur leurs répercussions sociales ou intellectuelles. Cet entretien, tout comme les autres courts contes et récits de Diderot est « davantage un temps de repos, de détente ludique, qui n'exclut certes pas que les grands problèmes continuent à exister, et que le conteur, comme en se jouant, force son lecteur à y réfléchir, mais sans vouloir donner une réponse univoque. »
Ce qui est patent, c’est que Diderot n’a pas la faiblesse de se croire infaillible et qu'il suppose même (ce qui ne se vérifiera pas) qu'il pourrait changer d'opinion au moment de mourir :
LA MARÉCHALE. - À propos, si vous aviez à rendre compte de vos principes à nos magistrats, les avoueriez-vous ?
DIDEROT. - Je ferais de mon mieux pour leur épargner une action atroce.
LA MARÉCHALE. - Ah ! Le lâche ! Et si vous étiez sur le point de mourir, vous soumettriez-vous aux cérémonies de l’Église ?
DIDEROT. - Je n’y manquerais pas.
LA MARÉCHALE. - Fi ! Le vilain hypocrite.
À l'aide du discours du philosophe, Diderot transmet les idées du rationalisme religieux et du matérialisme propre aux philosophes des Lumières sans chercher à brusquer ou à contraindre son interlocuteur à penser tout comme lui : 
LA MARÉCHALE. - Vous n'avez pas, à ce que je vois, la manie du prosélytisme.
DIDEROT. - Aucunement.
LA MARÉCHALE. - Je vous en estime davantage.
DIDEROT. - Je permets à chacun de penser à sa manière, pourvu qu'on me laisse penser à la mienne [...].
Une des questions principales et chère à Diderot est de savoir s’il est possible d’être bon en dehors d’une loi divine. Le dialogue est à rapprocher sur ce plan d’autres textes de Diderot comme le Supplément au voyage de Bougainville, écrit à la même époque.
On notera dans ce récit le choix d’une interlocutrice, plutôt que d’un interlocuteur. Contrairement à plusieurs de ses contemporains, Diderot a une haute opinion de l'intelligence des femmes. Son attitude à l'endroit de la maréchale n'a rien de condescendant : il s'agit plutôt ici d'un fin badinage qu'autorisent les usages de la conversation et où, à l'admiration réciproque, se mêle un zeste de séduction galante.